# Harald K. Hülsmann
Harald K. Hülsmann (* 6. Juni 1934 in Düsseldorf; † 6. Juli 2015 in Münster, Nordrhein-Westfalen) war ein deutscher Schriftsteller, der auch unter den Pseudonymen Aldo Carlo, Michel Hinnack, Harry Holly und Saihoku bekannt ist.

## Leben
Harald K. Hülsmann war von 1962 bis 1997 als Verwaltungsangestellter im Sozialversicherungswesen tätig. Daneben entstanden ein umfangreiches literarisches Werk und grafische Arbeiten.
Er war in erster Linie Verfasser von Gedichten, wobei er besonders die japanische Gedichtform des Senryū pflegte. Daneben schrieb er auch Kurzprosa und Essays.
Hülsmann war Mitglied des Verbandes Deutscher Schriftsteller, des PEN-Zentrums Deutschland, der Autorenvereinigung Die Kogge, des Kreises der Freunde um Peter Coryllis sowie der japanischen Gruppe Akiaji-Sha. Er erhielt unter anderem 1981 ein Reisestipendium des Auswärtigen Amtes für Japan, 1982 den japanischen Senryu-Preis zur Flussweide, 1983 den Hokkaido-Senryu-Preis, 1988 ein Reisestipendium des Auswärtigen Amtes für Polen sowie 1989 das Bundesverdienstkreuz am Bande.
Harald K. Hülsmann starb Mitte 2015 wenige Wochen nach seinem 81. Geburtstag in Münster (Westfalen).

## Werke
- Aus dem Rezeptbuch des Mr Lionel White, München [u. a.] 1968
- Lageberichte, München [u. a.] 1970
- Stuhlgänge, Duisburg 1973
- New Yorker Notizen, Duisburg 1975
- Texturen und Schraffuren, Mülheim/Ruhr 1975
- Harald K. Hülsmann, Düsseldorf 1976
- Der Clown weint für uns, Bovenden 1982
- In diesen Halbwert-Zeiten, Kusel 1982
- Von Spiegeln umstellt, Hann. Münden 1983
- Lachen aus zugeschnürtem Hals, Gelsenkirchen 1986
- Endlich einmal ehrlich gemeint, Walchum 1988
- Pfeile wider den Alltag, Walchum/Emsland 1994
- In Hinsicht auf Einsicht, Alfeld 1995
- Aus den Gedankengängen ins Bild gesetzt und zur Sprache gebracht & kleine Zugabe, Bochum 1997
- Mit der Laterne des Diogenes, Egelsbach [u. a.] 1998
- 65 Jahre Harald K. Hülsmann, Gelsenkirchen-Ückendorf 1999
- Wortfallen, Gelsenkirchen 2000
- Memento, Gelsenkirchen-Ückendorf 2001
- Dieses Zählen aus dem Leben, Düsseldorf 2004
- Ein Stift für Heine, Düsseldorf 2006
- Dem Tag über die Schulter geschaut, Düsseldorf, Lüdenscheid 2007
- Wenn Gedanken Flügel kriegen, Willebadessen 2009
- Lang nachgedacht und kurz gefasst, Bochum 2014